# Пестроносая крачка

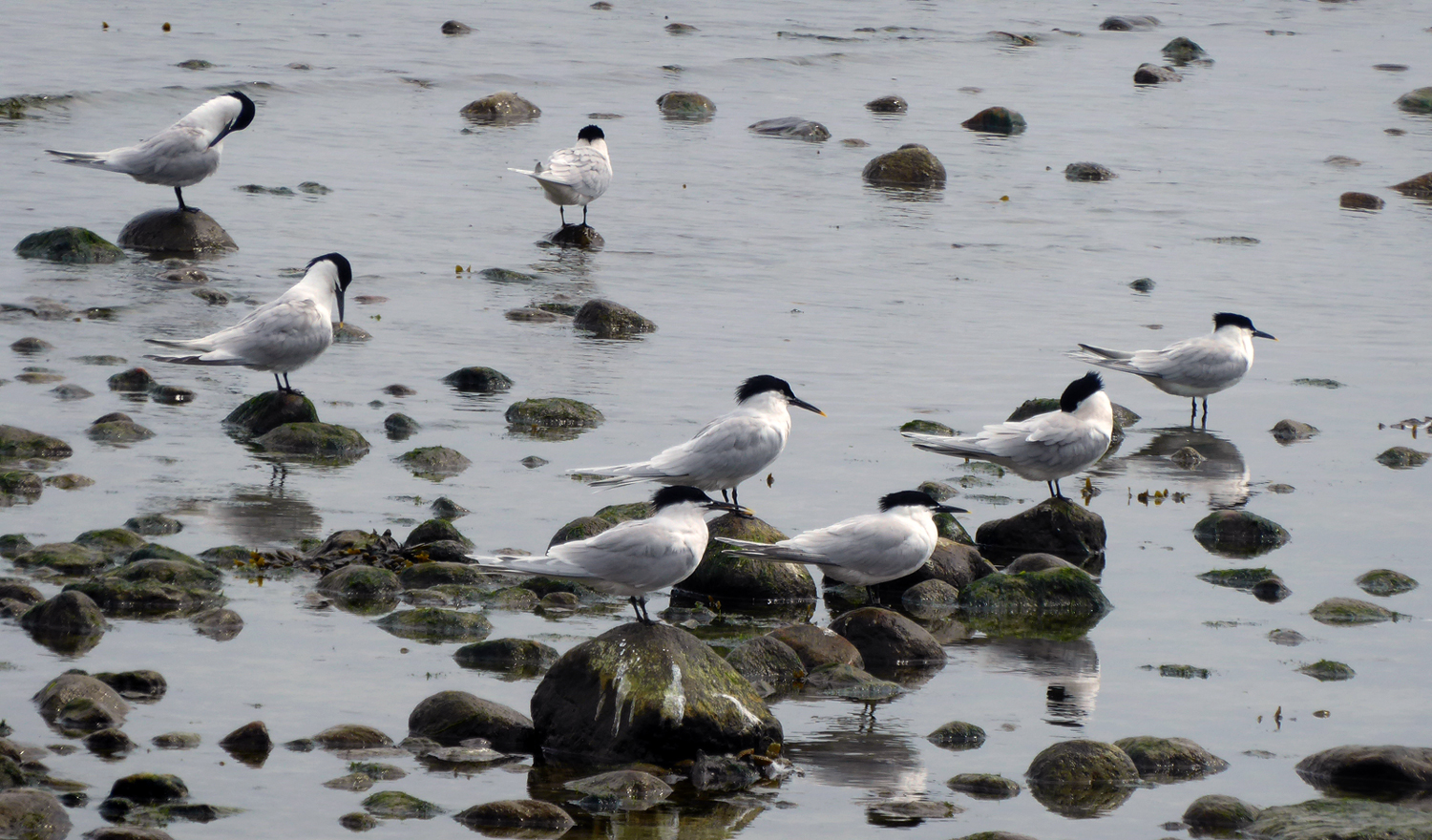
Пестроносая крачка

Пестроно́сая кра́чка (лат. Thalasseus sandvicensis) — вид птиц из семейства чайковых (Laridae).

## Описание
Пестроносая крачка достигает длины 37—43 см и массы от 180 до 310 г, размах крыльев варьирует от 85 до 97 см. Длинный, тонкий чёрный клюв, на конце светло-жёлтого цвета. Верхняя сторона крыльев светло-серого цвета, нижняя сторона и шея белые. Верх головы и хохол на затылке чёрного цвета. Самцы и самки окрашены одинаково. Крик напоминает карканье «кэррик». Продолжительность жизни до 23 лет.
Бывший подвид пестроносой крачки Thalasseus acuflavidus сегодня считается отдельным видом крачкой Кабота.

## Распространение
Пестроносая крачка гнездится на побережье большей части Европы до Каспийского моря на востоке, зимует от Каспийского, Черного и Средиземного морей до побережий западной и южной Африки, а также от южной части Красного моря до северо-западной Индии и Шри-Ланки. В Центральной Европе пестроносая крачка пребывает с марта по сентябрь. Селится на берегах и небольших островах на мелководье, богатом кормом. Две самые значительные гнездовые колонии расположены на необитаемых островах Халлиг, Нордероог и острове Тришен, на побережье Северного моря.

## Питание
Пестроносая крачка добывает корм, ныряя за ним с воздуха. Питается главным образом мелкой рыбой, а также морскими червями, моллюсками и насекомыми.

## Размножение

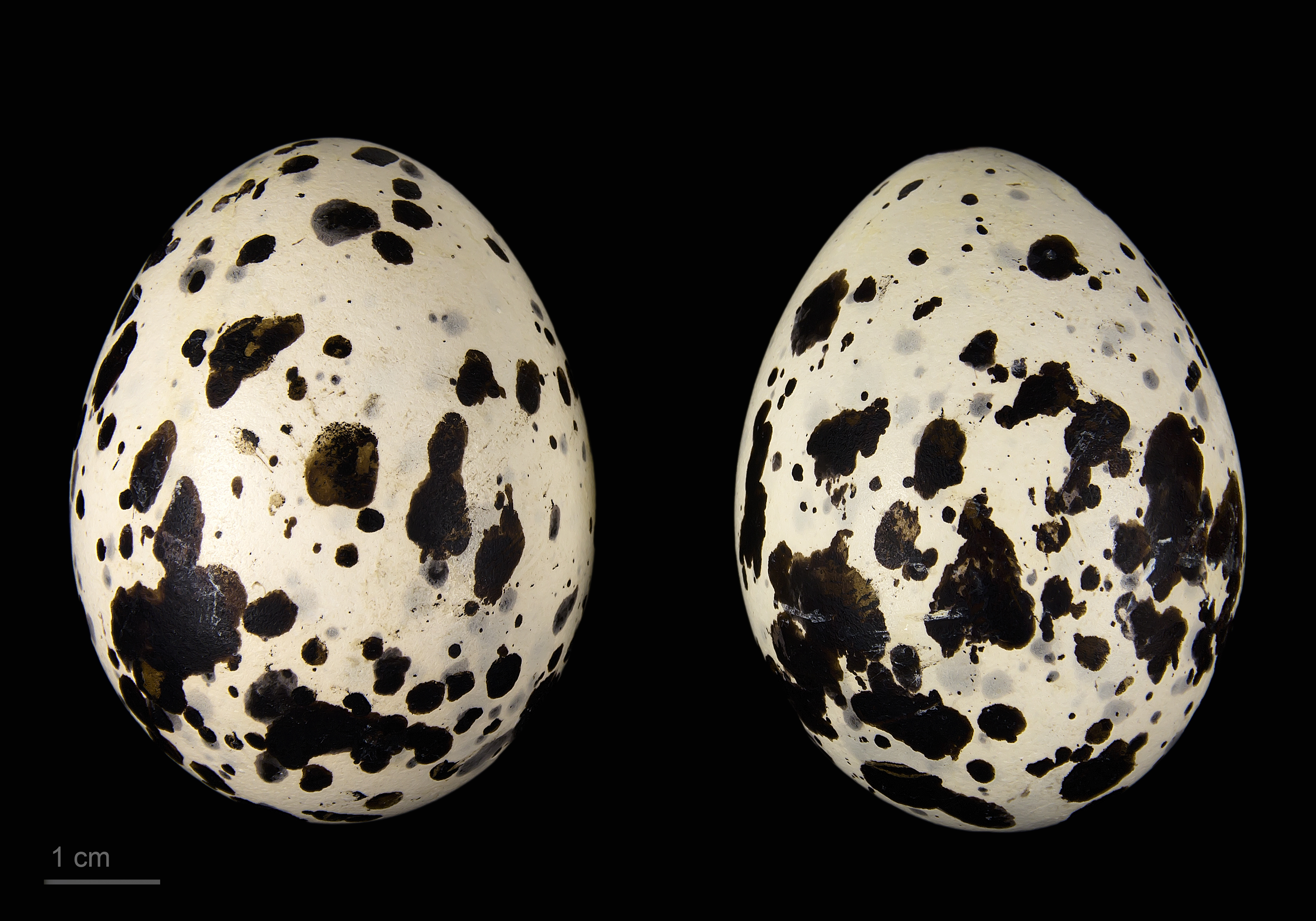
яйцо Thalasseus sandvicensis - Тулузский музеум

Половое созревание наступает через 3—4 года. Пестроносая крачка предпочитает гнездится на небольших необитаемых островах, образуя огромные колонии. Период гнездования с мая по июль. Колония птиц может насчитывать от 1000 до 9000 пар, при этом на одном квадратном метре может разместиться до 10 пар птиц. Стаи птиц могут эффективно защищаться от врагов, громко крича, кружа над ними плотным облаком и поливая помётом. Гнездо — ямка величиной 20 см находится в дюнах или на отмели. Самец и самка высиживают 1—3 яйца примерно 24 дня. Через 2 дня птенцы покидают гнездо и исследуют сообща окрестности. Через 4—5 недель птенцы становятся самостоятельными, но ещё некоторое время родители приносят им корм. Штормовые приливы и человек наносят большой урон популяции.